# Palazzo Simi
Palazzo Simi è situato a Bari, nella città vecchia, precisamente in Strada Lamberti 1, già strada Simi, che a sua volta si trova vicino a Largo S. Sabino, alle spalle della Cattedrale.

## Storia
Palazzo Simi, costruito in epoca cinquecentesca, testimonia l'architettura barese tipica del XVI e del XVII secolo. È stato costruito su una chiesa bizantina, probabilmente intitolata a S.Gregorio de Falconibus.
Il palazzo è eretto su fondamenta di epoca imperiale.
Il palazzo dalla fine del XVII secolo è diventata proprietà della famiglia Simi de Burgis, i cui appartenenti sono riconosciuti a tutt'oggi patrizi di Lucca in quanto di provenienza e di antica origine lucchese così come sono documentati dall'XI secolo con relativi alberi genealogici, in Archivio di Stato e presso la Biblioteca Statale, sezione manoscritti, con sede a Palazzo Minutoli, sempre a Lucca.  Dagli inizi del XVII secolo si registrano altri rami della Famiglia Simi di Lucca, il più importante dei quali si è diffuso a Pescia, ascritto alla Nobiltà di quella città e al Sacro Militare Ordine di Santo Stefano come Cavalieri fondatori.
Palazzo Simi a Bari fu rinnovato e ampliato in varie fasi dagli appartenenti al Casato che ne ha tenuto il possesso fino agli inizi del XX secolo: ciò si evince da documenti d'archivio conservati presso l'Archivio di Stato di Bari e dal fondo manoscritti della Biblioteca Sagarriga Visconti Volpi e soprattutto dal manoscritto intitolato Tavola e memoria della famiglia Simi de Burgis iniziato nel 1682 dall'abate Michele Simi (Bari, 1655-1731), di Giovanni e di Livia Antonia Di Negro, canonico del Capitolo di San Nicola che ne traccia la relativa storia nell'acquisto e nei successivi ampliamenti della tipica casa palatiata della città vecchia. Il manoscritto fu poi accuratamente aggiornato dai successori fino agli inizi del '900. Il volume originale, attualmente conservato presso la Biblioteca Provinciale nata sul fondo librario donato dal Barone Gennaro de Gemmis, Fondo Famiglie Pugliesi, è stato edito a Bari da Corcelli nel 2001 a cura di Emanuela Angiuli, Maria Padovano, Saverio Simi de Burgis e con un'introduzione dell'allora Assessore alla Cultura del Comune di Bari Ennio Triggiani. Da tale testo e da altri documenti che ne danno riferimento, soprattutto i contratti matrimoniali dei vari appartenenti al Casato - si veda in particolare il contratto stipulato il 3 ottobre 1838 presso il notaio barese Teodoro Verzilli per il matrimonio tra Domenico Simi di Saverio e di Maria Francesca Sardani e Raffaella Tanzi di Blevio di Luigi e di Carmela de Riso di Carpinone - si evince chiaramente che la stessa strada Lamberti si chiamava un tempo strada Simi. Lo stesso riferimento alla strada Simi si evince in altri antichi documenti del periodo.  Dal volume manoscritto iniziato nel 1682 l'abate Michele Simi cita un altro Palazzo Simi, sua residenza a lui donato dalla madre Livia Antonia Di Negro, appartenente a un'antica famiglia patrizia dogale di origine genovese, e poi ceduto al Capitolo dei Canonici della Real Basilica di San Nicola, tuttora esistente in Bari vecchia e sito nell'attuale strada degli Orefici, di fronte a Palazzo Gironda e a Palazzo Milella.  Il portale dell'edificio è sormontato dall'ancora leggibile stemma di famiglia.
Il Palazzo Lamberti che sorgeva più in prossimità della Cattedrale di San Sabino, è stato, infatti, demolito agli inizi del XX secolo.
Dal 1999 Palazzo Simi ospita mostre di interesse archeologico, quale sede del "Centro Operativo Archeologico di Bari".

## Descrizione palazzo
Una volta entrati, si nota subito l'imponente scala di pietra bianca, posta sulla destra.
L'atrio è decorato da piante ornamentali poste in dei vasi.
Il pianoterra è diviso in sale.

## Mostre
Palazzo Simi ospita molte mostre, tra cui vi è stata la mostra dedicata agli scambi commerciali tra i popoli del Mediterraneo e i Micenei, intitolata "Ambra per Agamennone".